# Уравнение Рэлея — Плессета

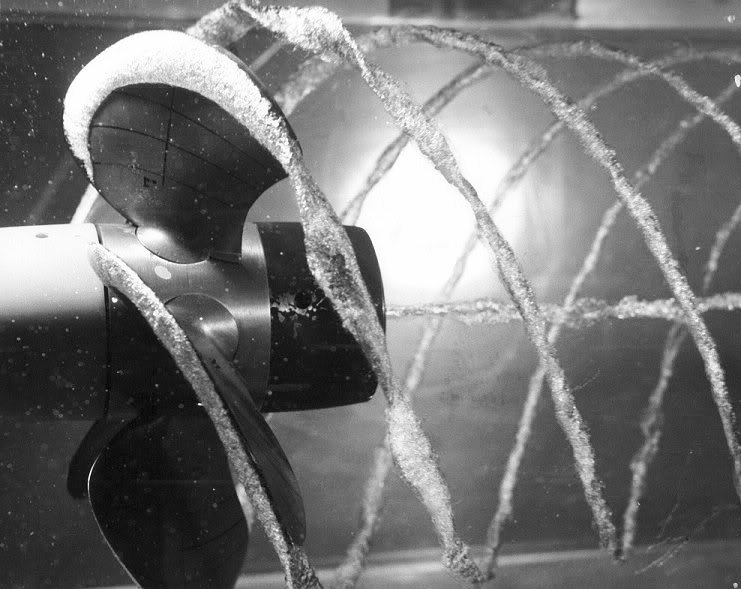
Уравнение Рэлея — Плессета часто применяется для изучения кавитационных пузырьков, которые, как показано выше, формируются за гребным винтом.

Уравнение Рэлея — Плессета (уравнение Безанта — Рэлея — Плессета) — нелинейное обыкновенное дифференциальное уравнение, которое определяет динамику сферического пузырька в бесконечном теле несжимаемой жидкости:
{\displaystyle R{\frac {d^{2}R}{dt^{2}}}+{\frac {3}{2}}\left({\frac {dR}{dt}}\right)^{2}+{\frac {4\nu _{L}}{R}}{\frac {dR}{dt}}+{\frac {2\sigma }{\rho _{L}R}}+{\frac {\Delta P(t)}{\rho _{L}}}=0},
где
{\displaystyle \rho _{L}} — плотность окружающей жидкости, считающаяся постоянной
{\displaystyle R(t)} — радиус пузыря
{\displaystyle \nu _{L}} — кинематическая вязкость окружающей жидкости, считающаяся постоянной.
{\displaystyle \sigma } — поверхностное натяжение границы раздела пузырь-жидкость
{\displaystyle \Delta P(t)=P_{\infty }(t)-P_{B}(t)}, где {\displaystyle P_{B}(t)} — давление внутри пузырька, считается однородным, и {\displaystyle P_{\infty }(t)} — внешнее давление, бесконечно удаленное от пузыря
При условии, что {\displaystyle P_{B}(t)} известно и {\displaystyle P_{\infty }(t)} задано, то для решения задачи об изменяющемся во времени радиусе пузырька {\displaystyle R(t)} можно использовать уравнение Рэлея — Плессета.
Уравнение Рэлея — Плессета выводится из уравнений Навье — Стокса в предположении сферической симметрии.

## История
Без учёта поверхностного натяжения и вязкости уравнение было впервые опубликовано Уильямом Генри Безантом в книге 1859 года со следующей формулировкой задачи: бесконечная масса однородной несжимаемой жидкости, на которую не действуют никакие силы, находится в покое, а сферическая часть жидкости внезапно аннигилирует; требуется найти мгновенное изменение давления в любой точке жидкости и время, за которое полость заполнится, при этом давление на бесконечном расстоянии должно оставаться постоянным. Безант предсказал время, необходимое для заполнения пустой полости начального радиуса {\displaystyle R_{0}}:
{\displaystyle {\begin{aligned}t&=R_{0}{\sqrt {\frac {6\rho }{P_{\infty }}}}\int _{0}^{1}{\frac {z^{4}\,dz}{\sqrt {1-z^{6}}}}\\&=R_{0}{\sqrt {\frac {\pi \rho }{6P_{\infty }}}}{\frac {\Gamma (5/6)}{\Gamma (4/3)}}\\&\approx 0{,}91468R_{0}{\sqrt {\frac {\rho }{P_{\infty }}}}\end{aligned}}}
Лорд Рэлей нашёл более простой вывод того же результата, который основан на законе сохранения энергии. Кинетическая энергия втекающей жидкости равна {\displaystyle 2\pi \rho U^{2}R^{3}}, где {\displaystyle R} — зависящий от времени радиус пустоты, а {\displaystyle U} — радиальная скорость жидкости в ней. Работа, совершаемая жидкостью, вдавливающейся в бесконечность, равна {\displaystyle 4\pi P_{\infty }(R_{0}^{3}-R^{3})/3}. Приравнивание этих двух энергий дает соотношение между {\displaystyle R} и {\displaystyle U}. Тогда, отмечая, что {\displaystyle U=\partial R/\partial t}, методом разделения переменных получаем результат Безанта. Рэлей пошёл дальше Безанта, оценив интеграл (бета-функцию Эйлера) через гамма-функции. Рэлей применил этот подход к случаю полости (пузырьку), заполненной идеальным газом, включив работу, совершаемую при сжатии газа.
Для случая абсолютной пустоты Рэлей определил, что давление {\displaystyle P} в жидкости при радиусе {\displaystyle r} определяется следующим образом:
{\displaystyle {\frac {P}{P_{\infty }}}-1={\frac {R}{3r}}\left({\frac {R_{0}^{3}}{R^{3}}}-4\right)-{\frac {R^{4}}{3r^{4}}}\left({\frac {R_{0}^{3}}{R^{3}}}-1\right)} .
Когда объём пустоты составляет не менее четверти своего начального объёма, давление монотонно убывает от {\displaystyle P_{\infty }} на бесконечности до нуля в {\displaystyle R}. По мере дальнейшего сжатия пустоты максимум давления, превышающий {\displaystyle P_{\infty }}, появляется при
{\displaystyle r^{3}={\frac {4(R_{0}^{3}-R^{3})R^{3}}{R_{0}^{3}-4R^{3}}}},
очень быстро растёт и сходится в пустоте.
Впервые это уравнение было применено к движущимся кавитационным пузырькам Милтоном Плессетом в 1949 году путём включения в него эффектов поверхностного натяжения.

## Вывод уравнения

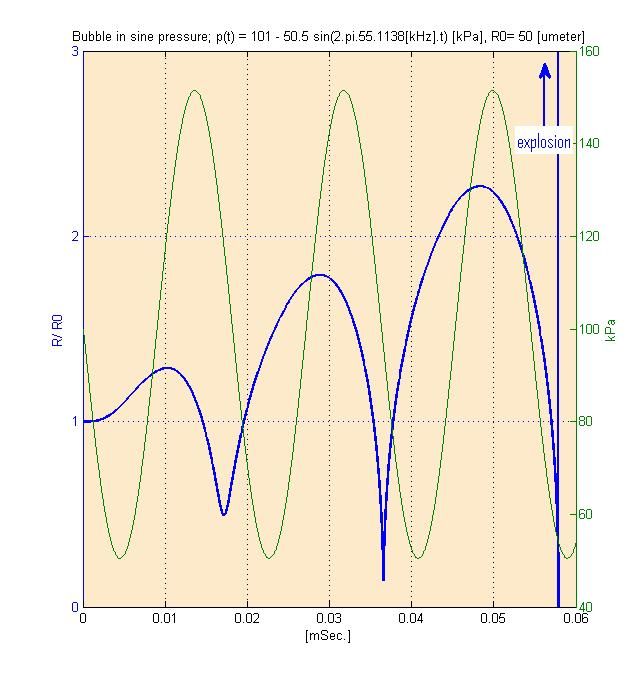
Численное интегрирование уравнения Рэлея — Плессета, включая поверхностное натяжение и вязкость. Первоначально находясь в покое при атмосферном давлении c R0=50 мкм, пузырек расширяется с собственной частотой под действием колебательного давления, а затем схлопывается.

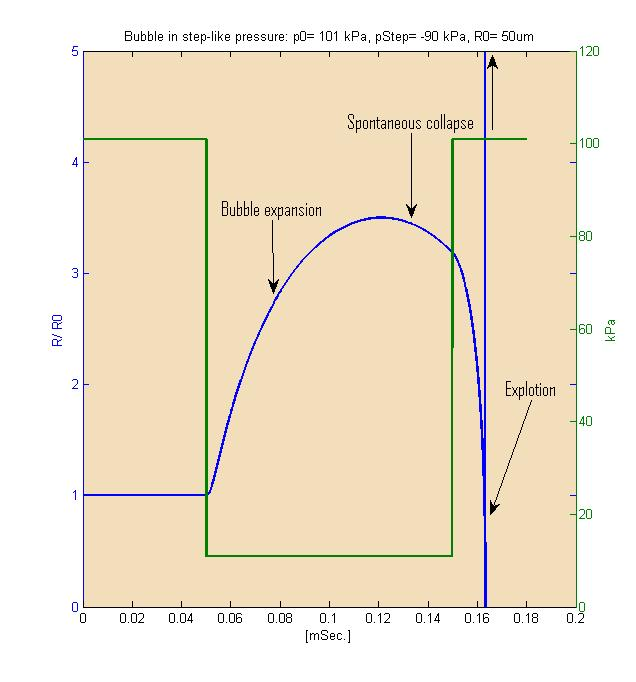
Численное интегрирование уравнения Рэлея — Плессета с учётом поверхностного натяжения и вязкости. Первоначально находясь в состоянии покоя при атмосферном давлении с R0=50 мкм, пузырек под действием перепада давления расширяется, а затем схлопывается.

Уравнение Рэлея — Плессета можно полностью вывести на основе первых принципов, используя радиус пузырька в качестве динамического параметра. Для сферического пузыь радиус {\displaystyle R(t)} которого зависит от времени, где {\displaystyle t} — это время. Предположим, что в пузырьке находится однородно распределённый пар/газ с равномерной температурой {\displaystyle T_{B}(t)} и давлением {\displaystyle P_{B}(t)}. За пределами пузырька находится бесконечная область жидкости с постоянной плотностью {\displaystyle \rho _{L}} и динамической вязкостью {\displaystyle \mu _{L}}. Пусть температура и давление вдали от пузырька равны {\displaystyle T_{\infty }} и {\displaystyle P_{\infty }(t)}. Температура {\displaystyle T_{\infty }} предполагается постоянной. На радиальном расстоянии {\displaystyle r} от центра пузырька изменяющимися свойствами жидкости являются давление {\displaystyle P(r,t)}, температура {\displaystyle T(r,t)} и скорость движения в радиальном направлении {\displaystyle u(r,t)}. Эти свойства жидкости определяются только вне пузырька, то есть {\displaystyle r\geq R(t)}.

### Сохранение массы
В силу сохранения массы закон обратных квадратов требует, чтобы радиально направленная скорость {\displaystyle u(r,t)} была обратно пропорциональна квадрату расстояния от начала координат (центра пузырька). Поэтому, пусть {\displaystyle F(t)} есть некоторая функция времени,
{\displaystyle u(r,t)={\frac {F(t)}{r^{2}}}}.
В случае нулевого переноса массы через поверхность пузырька скорость на границе раздела должна быть равна
{\displaystyle u(R,t)={\frac {dR}{dt}}={\frac {F(t)}{R^{2}}}},
откуда
{\displaystyle F(t)=R^{2}dR/dt}.
В случае переноса массы её скорость увеличения внутри пузыря определяется выражением
{\displaystyle {\frac {dm_{V}}{dt}}=\rho _{V}{\frac {dV}{dt}}=\rho _{V}{\frac {d(4\pi R^{3}/3)}{dt}}=4\pi \rho _{V}R^{2}{\frac {dR}{dt}},}
где {\displaystyle V} — это объём пузыря. Если {\displaystyle u_{L}} — скорость жидкости относительно пузырька при {\displaystyle r=R}, то масса, поступающая в пузырек, определяется выражением
{\displaystyle {\frac {dm_{L}}{dt}}=\rho _{L}Au_{L}=\rho _{L}(4\pi R^{2})u_{L}}.
Здесь {\displaystyle A} — это площадь поверхности пузыря. В силу сохранения массы {\displaystyle dm_{v}/dt=dm_{L}/dt}, поэтому {\displaystyle u_{L}=(\rho _{V}/\rho _{L})dR/dt}. Следовательно
{\displaystyle u(R,t)={\frac {dR}{dt}}-u_{L}={\frac {dR}{dt}}-{\frac {\rho _{V}}{\rho _{L}}}{\frac {dR}{dt}}=\left(1-{\frac {\rho _{V}}{\rho _{L}}}\right){\frac {dR}{dt}}}.
Таким образом, получаем
{\displaystyle F(t)=\left(1-{\frac {\rho _{V}}{\rho _{L}}}\right)R^{2}{\frac {dR}{dt}}}.
Во многих случаях плотность жидкости значительно превышает плотность пара {\displaystyle \rho _{L}\gg \rho _{V}}, так что {\displaystyle F(t)} может быть аппроксимирована исходной формой нулевого массопереноса {\displaystyle F(t)=R^{2}dR/dt}, так что
{\displaystyle u(r,t)={\frac {F(t)}{r^{2}}}={\frac {R^{2}}{r^{2}}}{\frac {dR}{dt}}}.

### Сохранение импульса
Полагая, что жидкость представляет собой ньютоновскую жидкость, несжимаемое уравнение Навье-Стокса в сферических координатах для движения в радиальном направлении, получаем
{\displaystyle \rho _{L}\left({\frac {\partial u}{\partial t}}+u{\frac {\partial u}{\partial r}}\right)=-{\frac {\partial P}{\partial r}}+\mu _{L}\left[{\frac {1}{r^{2}}}{\frac {\partial }{\partial r}}\left(r^{2}{\frac {\partial u}{\partial r}}\right)-{\frac {2u}{r^{2}}}\right]}.
Замена кинематической вязкости {\displaystyle \nu _{L}=\mu _{L}/\rho _{L}} и перестановка даёт
{\displaystyle -{\frac {1}{\rho _{L}}}{\frac {\partial P}{\partial r}}={\frac {\partial u}{\partial t}}+u{\frac {\partial u}{\partial r}}-\nu _{L}\left[{\frac {1}{r^{2}}}{\frac {\partial }{\partial r}}\left(r^{2}{\frac {\partial u}{\partial r}}\right)-{\frac {2u}{r^{2}}}\right]}.
При этом подставляя {\displaystyle u(r,t)} из условия сохранения массы, получаем
{\displaystyle -{\frac {1}{\rho _{L}}}{\frac {\partial P}{\partial r}}={\frac {2R}{r^{2}}}\left({\frac {dR}{dt}}\right)^{2}+{\frac {R^{2}}{r^{2}}}{\frac {d^{2}R}{dt^{2}}}-{\frac {2R^{4}}{r^{5}}}\left({\frac {dR}{dt}}\right)^{2}={\frac {1}{r^{2}}}\left(2R\left({\frac {dR}{dt}}\right)^{2}+R^{2}{\frac {d^{2}R}{dt^{2}}}\right)-{\frac {2R^{4}}{r^{5}}}\left({\frac {dR}{dt}}\right)^{2}}.
Вязкие члены исчезают во время замены. Разделение переменных и интегрирование от границы пузырька {\displaystyle r=R} к {\displaystyle r\rightarrow \infty } даёт
{\displaystyle -{\frac {1}{\rho _{L}}}\int _{P(R)}^{P(\infty )}dP=\int _{R}^{\infty }\left[{\frac {1}{r^{2}}}\left(2R\left({\frac {dR}{dt}}\right)^{2}+R^{2}{\frac {d^{2}R}{dt^{2}}}\right)-{\frac {2R^{4}}{r^{5}}}\left({\frac {dR}{dt}}\right)^{2}\right]dr}
{\displaystyle {{\frac {P(R)-P_{\infty }}{\rho _{L}}}=\left[-{\frac {1}{r}}\left(2R\left({\frac {dR}{dt}}\right)^{2}+R^{2}{\frac {d^{2}R}{dt^{2}}}\right)+{\frac {R^{4}}{2r^{4}}}\left({\frac {dR}{dt}}\right)^{2}\right]_{R}^{\infty }=R{\frac {d^{2}R}{dt^{2}}}+{\frac {3}{2}}\left({\frac {dR}{dt}}\right)^{2}}}

### Граничные условия
Пусть {\displaystyle \sigma _{rr}} — нормальное напряжение в жидкости, направленное радиально наружу от центра пузырька. В сферических координатах для жидкости постоянной плотности и постоянной вязкости
{\displaystyle \sigma _{rr}=-P+2\mu _{L}{\frac {\partial u}{\partial r}}}.
Следовательно, на некотором небольшом участке поверхности пузырька результирующая сила, действующая на пластинку, на единицу площади равна
{\displaystyle {\begin{aligned}\sigma _{rr}(R)+P_{B}-{\frac {2\sigma }{R}}&=-P(R)+\left.2\mu _{L}{\frac {\partial u}{\partial r}}\right|_{r=R}+P_{B}-{\frac {2\sigma }{R}}\\&=-P(R)+2\mu _{L}{\frac {\partial }{\partial r}}\left({\frac {R^{2}}{r^{2}}}{\frac {dR}{dt}}\right)_{r=R}+P_{B}-{\frac {2\sigma }{R}}\\&=-P(R)-{\frac {4\mu _{L}}{R}}{\frac {dR}{dt}}+P_{B}-{\frac {2\sigma }{R}},\\\end{aligned}}}
где {\displaystyle \sigma } — это поверхностное натяжение. Если массопереноса через границу нет, то эта сила на единицу площади должна быть равна нулю, следовательно
{\displaystyle P(R)=P_{B}-{\frac {4\mu _{L}}{R}}{\frac {dR}{dt}}-{\frac {2\sigma }{R}}}.
И поэтому результат сохранения импульса становится
{\displaystyle {\frac {P(R)-P_{\infty }}{\rho _{L}}}={\frac {P_{B}-P_{\infty }}{\rho _{L}}}-{\frac {4\mu _{L}}{\rho _{L}R}}{\frac {dR}{dt}}-{\frac {2\sigma }{\rho _{L}R}}=R{\frac {d^{2}R}{dt^{2}}}+{\frac {3}{2}}\left({\frac {dR}{dt}}\right)^{2}}
тем самым переставляя и заменяя {\displaystyle \nu _{L}=\mu _{L}/\rho _{L}}, получаем уравнение Рэлея — Плессета
{\displaystyle {\frac {P_{B}(t)-P_{\infty }(t)}{\rho _{L}}}=R{\frac {d^{2}R}{dt^{2}}}+{\frac {3}{2}}\left({\frac {dR}{dt}}\right)^{2}+{\frac {4\nu _{L}}{R}}{\frac {dR}{dt}}+{\frac {2\sigma }{\rho _{L}R}}}
Используя точечную запись для представления производных по времени, уравнение Рэлея — Плессета можно записать как:
{\displaystyle {\frac {P_{B}(t)-P_{\infty }(t)}{\rho _{L}}}=R{\ddot {R}}+{\frac {3}{2}}({\dot {R}})^{2}+{\frac {4\nu _{L}{\dot {R}}}{R}}+{\frac {2\sigma }{\rho _{L}R}}}

## Решения
В 2014 году были найдены аналитические решения в замкнутой форме для уравнения Рэлея — Плессета как для пустого, так и для газонаполненного пузырька и были обобщены на N-мерный случай. Также был изучен случай, когда поверхностное натяжение возникает за счёт эффекта капиллярности.
Кроме того, для частного случая, когда пренебрегают поверхностным натяжением и вязкостью, также известны аналитические аппроксимации высокого порядка.
В статическом случае уравнение Рэлея — Плессета упрощается, преобразуясь к уравнению Юнга — Лапласа:
{\displaystyle P_{B}-P_{\infty }={\frac {2\sigma }{R}}}.
Когда рассматриваются только бесконечно малые периодические колебания радиуса и давления пузырька, уравнение Рэлея — Плессета также даёт выражение собственной частоты колебаний пузырька.